# Лэй Тинцзе
Лэй Тинцзе (кит. упр. 雷挺婕; пиньинь: Léi Tǐngjié; род. 13 марта 1997) — китайская шахматистка, гроссмейстер (2017). Чемпионка Китая по шахматам среди женщин (2017). Победитель первой большой швейцарки среди женщин (2021).

## Карьера
В 2014 году победила на 4-м турнире шахматных мастеров Китая среди женщин. В 2015 году в Москве победила на международном шахматном турнире «Moscow Open» среди женщин, обойдя Александру Горячкину.
В декабре 2015 года поделила 1-е — 5-е место на международном турнире в Бёблингене.
В 2017 году победила на чемпионате Китая по шахматам среди женщин.
В августе 2017 года в Риге была сильнейшей среди женщин в турнире «А» на «РТУ Опен». В декабре 2018 года в Санкт-Петербурге завоевала бронзовую медаль на чемпионате мира по блицу среди женщин. В 2019 году заняла второе место на следующем чемпионате мира по быстрым шахматам.
Заняла 3 место на чемпионате мира по рапиду 2023.
Участвовала в женских чемпионатах мира по шахматам по системе с выбыванием:
- в 2015 году в Сочи в первом туре победила Дейси Кори Тельо, а во втором туре проиграла Хампи Конеру[7];
- в 2018 году в Ханты-Мансийске в первом туре победила Аниту Гару, во втором туре победила Нану Дзагнидзе, в третьем туре победила Алису Галлямову, а в четвёртом туре проиграла Екатерине Лагно[8].

Представляла сборную Китая на крупнейших командных шахматных турнирах:
- в шахматных олимпиадах участвовала один раз (2018). В командном зачёте завоевала золотую медаль, а в индивидуальном зачёте завоевала серебряную медаль;
- в командном чемпионате мира по шахматам участвовала три раза (2015, 2017—2019). В командном зачёте завоевала золотую (2019), серебряную (2017) и бронзовую (2015) медали. В индивидуальном зачёте завоевала три золотые (2015, 2017 — две) медали;
- в командном чемпионате Азии по шахматам участвовала два раза (2012, 2016). В командном зачёте завоевала золотую (2016) медаль, а в индивидуальном зачёте завоевала серебряную (2012) медаль[9].

За успехи в турнирах ФИДЕ в 2014 году присвоила Лэй Тинцзе звание международного гроссмейстера среди женщин (WGM), в 2017 году — звание международного гроссмейстера (GM).

## Изменения рейтинга
| Графики недоступны из-за технических проблем. См. информацию на Фабрикаторе и на mediawiki.org. |